# Google Desktop
Google Desktop fue una aplicación de búsqueda en el escritorio que permitía encontrar texto en mensajes de correo electrónico, archivos del equipo, chats y páginas web visitadas. Su última versión se lanzó el 14 de septiembre de 2011, siendo descontinuado desde ese momento.

## Características
Al habilitar su equipo para la búsqueda, el programa permitía acceder fácilmente a su información y así no tener que organizar manualmente archivos, mensajes y marcadores. También había una versión administrada centralmente,  que integraba la experiencia del usuario con el dispositivo del proveedor.
Tras descargar Google Desktop, la aplicación creaba un índice de todo el contenido que admitía búsquedas y lo almacenaba en el equipo para permitir encontrar la información con la misma facilidad con la que se realiza una búsqueda en internet mediante Google. A diferencia del software de búsqueda tradicional que se actualizaba diariamente, esta aplicación actualizaba continuamente la mayor parte de archivos. De este modo, por ejemplo, se podía buscar un nuevo mensaje en Outlook a los pocos segundos de haberlo recibido.
Google Desktop también presentaba nuevas formas de acceder a la información: organizaba los resultados de las búsquedas de mensajes en conversaciones, de modo que todos los mensajes del mismo subproceso se agrupasen en un solo resultado, y guardaba copias en caché de toda la información para que se pudiese visualizar antiguas versiones de documentos y páginas web aunque no se estuviese conectado a Internet.

## Aplicaciones
Google Desktop se desarrolló originalmente para llevar la tecnología de búsqueda de Google al escritorio. En su momento, recibió mucha atención porque podía permitir la ingeniería inversa del algoritmo de búsqueda patentado de Google.
Los sistemas compatibles fueron Microsoft Windows a partir de Windows 2000 Service Pack 3, GNU/Linux y Mac OS. Para instalar la aplicación en un equipo de oficina, era necesario tener privilegios de administrador (los usuarios particulares no tenían este problema). Requería 500 MB de espacio libre en la unidad de disco duro y se recomendaba un mínimo de 256 MB de memoria RAM y un procesador Pentium a 400 MHz.

### Microsoft Windows
- La primera versión de Google Desktop Search se lanzó como versión beta el 14 de octubre de 2004. [4]
- La versión 2 se lanzó como versión beta el 22 de agosto de 2005. La nueva característica que distingue a Desktop 2 de Desktop es la adición de la barra lateral, un panel que muestra información personalizada, que se puede colocar a ambos lados del escritorio de Windows y puede mostrar noticias, correos electrónicos, fotos, acciones y noticias en tiempo real. clima, entre otros. La barra lateral incluye un cuadro de búsqueda que puede buscar sólo en la PC o en otros tipos de búsqueda de Google (como Web, Imágenes, Noticias, Grupos). Google Desktop 2 pasó de la versión beta el 3 de noviembre de 2005. Las nuevas funciones incluyen un complemento de barra lateral para Google Maps y más soporte para desarrolladores de complementos. [5]
- Google Desktop 3 Beta se lanzó el 9 de febrero de 2006. Incluye soporte para buscar en varias computadoras en una red. [6] Google Desktop 3 salió de la versión beta el 14 de marzo de 2006. Destaca en esta versión el cuadro de búsqueda rápida, que aparece en cualquier parte del escritorio después de presionar "control" dos veces. [7]
- Google Desktop 4 Beta se lanzó el 10 de mayo de 2006. Cuenta con Google Gadgets, módulos que pueden ofrecer una variedad de información. También presenta una opción para eliminar automáticamente archivos eliminados de los resultados de búsqueda. [8] Google Desktop 4 salió de la versión beta el 27 de junio de 2006.
- Google Desktop v4.5 se lanzó el 14 de noviembre de 2006 y agregó una estética de transparencia a la barra lateral y a los gadgets "flotantes". La interfaz gráfica de la barra lateral también se mejoró con íconos más estilizados para noticias, acciones, clima, fotografías, etc. La versión 4.5 también agregó soporte para Windows Vista.
- Google Desktop 5 Beta se lanzó el 6 de marzo de 2007.
- Google Desktop v 5.1 (la primera versión Beta posterior a Desktop 5) estará disponible para su descarga el 27 de abril de 2007. [9]
- Google Desktop v 5.5 se lanzó el 2 de octubre de 2007. [9]
- Google Desktop v 5.5 (5.7.0802.22438) se lanzó el 29 de febrero de 2008. [9]
- Google Desktop v 5.5 (5.8.0806.18441) se lanzó el 1 de julio de 2008. [9]
- Google Desktop v 5.8 (5.8.0809.08522) se lanzó el 11 de septiembre de 2008. [9]
- Google Desktop v 5.8 (5.8.0809.23506) se lanzó el 5 de octubre de 2008. [9]
- Google Desktop v 5.9 (5.9.0906.04286) se lanzó el 8 de julio de 2009. Agregó soporte para el navegador Chrome y es la última versión mencionada en las notas de la versión. [9]
- Google Desktop v 5.9.0909.02235 agregó soporte para las funciones de navegación privada de Firefox 3 e Internet Explorer 8. [10]
- Google Desktop v 5.9.0909.30391.
- Google Desktop v 5.9.0911.03589.
- Google Desktop v 5.9.1005.12335 se lanzó en mayo de 2010.
- Google Desktop se suspendió por completo el 14 de septiembre de 2011. [11]

### Mac OS
- En abril de 2007, Google lanzó Desktop 1.0 para Mac OS X, que puede funcionar junto con la herramienta de búsqueda Spotlight en Mac OS X v10.4 . [12]
- El 29 de noviembre de 2007, Google lanzó Desktop v1.4.0.826 beta para Mac OS X, [13] que se conecta al soporte de Dashboard for Gadgets.
- La versión 1.6 de la versión Mac de Google Desktop no funciona en Mac OS X Snow Leopard .

### Linux
- Google lanzó Desktop 1.0 para Linux el 27 de junio de 2007. [14] Actualmente presenta la funcionalidad básica de la versión de Windows y la funcionalidad de la barra lateral.
- Google agregó soporte de 64 bits a Google Desktop para Linux con la versión 1.1.1.0075, que estuvo disponible para su descarga el 18 de diciembre de 2007. [15]
- La versión 1.2.0.0088 de Google Desktop para Linux se lanzó el 11 de abril de 2008. [15]

## Formatos admitidos
Google Desktop permitía realizar búsquedas en:
- Mensajes de Outlook
- Outlook Express
- Netscape Mail/Thunderbird
- Netscape/Firefox/Mozilla
- Microsoft Word
- Microsoft Excel
- Microsoft Powerpoint
- PDF
- Música
- Imágenes
- Video
- Internet Explorer
- AOL Instant Messenger

## Disponibilidad
El software estuvo disponible en los siguientes idiomas:
- inglés
- español
- portugués
- neerlandés
- francés
- alemán
- italiano
- japonés
- coreano
- chino (simplificado)
- chino (tradicional)